# Tanto peggio per i fatti

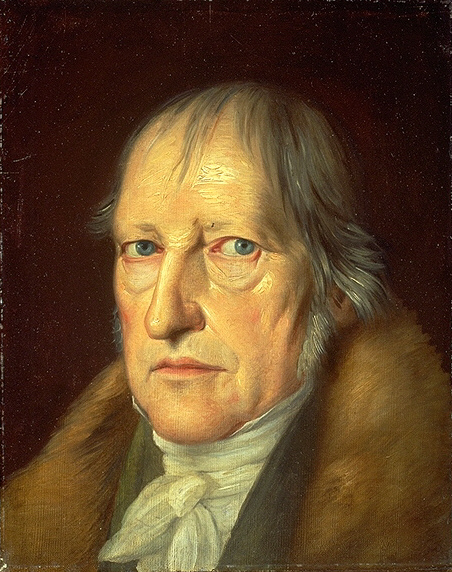
Hegel

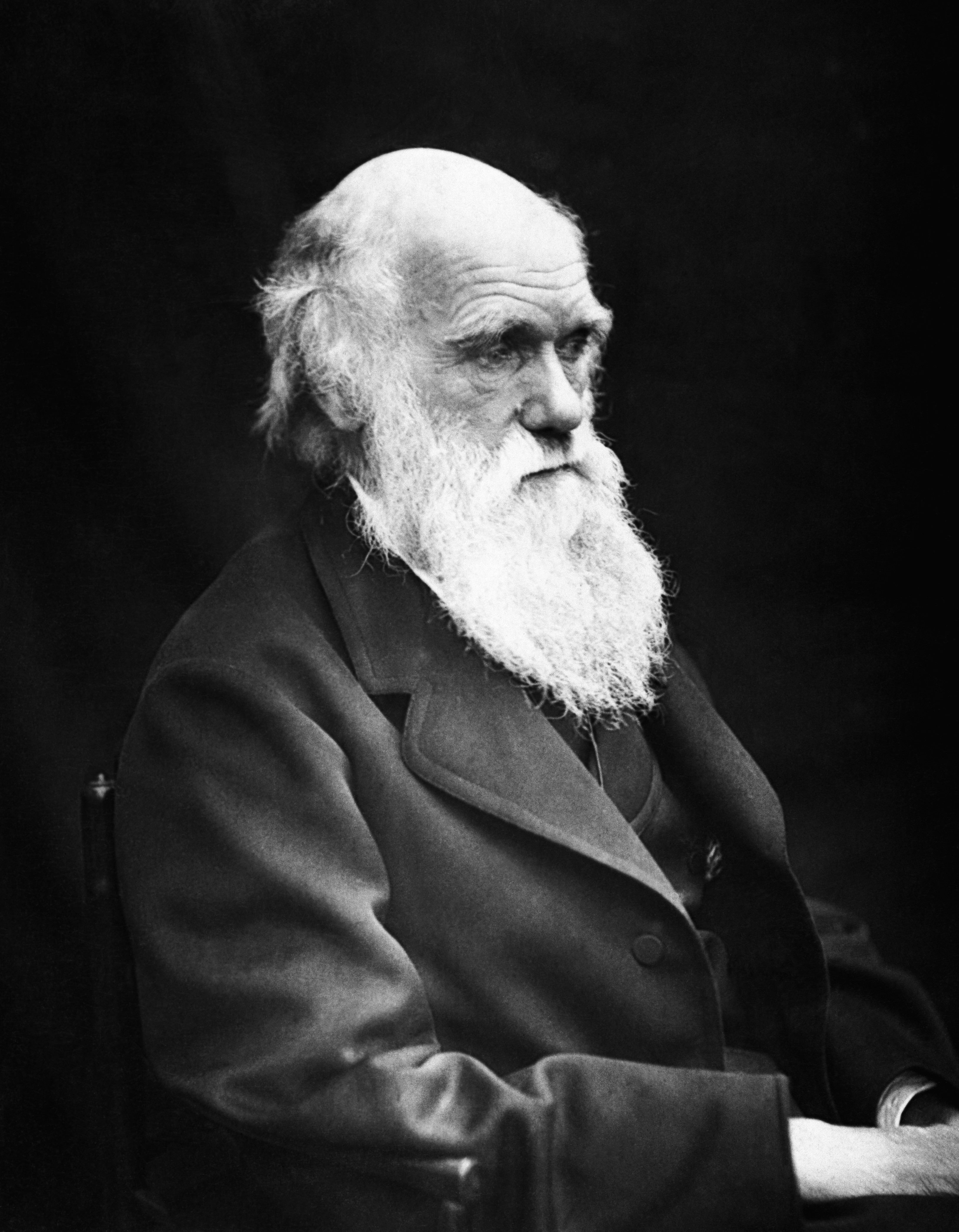
Charles Darwin

«Tanto peggio per i fatti (se non si accordano con la teoria)» è abitualmente considerata la traduzione della frase d'autore tedesca [Wenn die Tatsachen nicht mit der Theorie übereinstimmen,] um so schlimmer für die Tatsachen.

## Attribuzione
Tradizionalmente la frase è attribuita a Hegel, il quale nel 1801, dopo aver teorizzato nella sua Habilitationsschrift (la dissertazione di abilitazione all'insegnamento) De orbitis planetarum che non poteva esserci un altro pianeta fra Marte e Giove, venne informato che invece ne era stato scoperto uno da Giuseppe Piazzi il 1º gennaio 1801, pianeta poi rivelatosi l'asteroide Cerere.
Si trattava di una battuta orale che, in quanto tale, non compare negli scritti di Hegel; Fritz Mauthner nel suo Dizionario di filosofia. Nuovo contributo ad una critica del linguaggio (1910) scrive: «Non so se si tratta solo di uno scherzo spesso ripetuto. Qualcuno aveva sostenuto che la natura non è sempre d'accordo con la filosofia hegeliana della natura ed Hegel aveva risposto: "Tanto peggio per la natura"».
György Lukács ha attribuito la frase a Johann Gottlieb Fichte, usandola come chiusura della prima versione di Che cos'è il marxismo ortodosso? (titolo originale ungherese: Mi az ortodox marxizmus?, 1919).
La prima attestazione certa della frase è in lingua inglese (if the facts won't fit in, why so much the worse for the facts) e risale al 23 novembre 1859, in una lettera scritta a Charles Darwin da suo fratello Erasmus.

## Nella cultura di massa
- Essa è diventata una locuzione che secondo il filosofo Dario Antiseri denota il prevalere dell'ideologia rispetto ad un approccio realistico,[10][11] e in psicopatologia lo psicotico prevalere del pensiero sulla realtà[12] e più in generale "il pregiudizio psicoanalitico".[13]
- È ampiamente usata da Ernst Bloch (1885-1977).[14][15][16]